# Madagaskar op de Olympische Zomerspelen 1972
Madagaskar nam deel aan de Olympische Zomerspelen 1972 in München, West-Duitsland. Acht atleten en vier judoka's werden afgevaardigd. Het was de derde deelname en ook dit keer werd geen medaille gewonnen.

## Deelnemers en resultaten
(m) = mannen, (v) = vrouwen 

### Atletiek
| Olympiër | Discipline      | Resultaat | Prestatie                                                                        |
| --- | --------------- | --------- | -------------------------------------------------------------------------------- |
| Jean-Louis Ravelomanantsoa                                                                                               | 100m (m)        | 10e       | serie 10: 2de in 10,29 kwartfinale 2: 1ste in 10,47 halve finale 2: 6de in 10,46 |
| Jean-Louis Ravelomanantsoa                                                                                               | 200m (m)        | DNS       | serie 6: niet gestart                                                            |
| Frédérique Andrianaivo                                                                                                   | 400m (m)        | 53e       | serie 9: 6de in 48,72                                                            |
| Édouard Rasoanaivo | 800m (m)        | 40e       | serie 1: 6de in 1.50,8                                                           |
| Édouard Rasoanaivo | 1500m (m)       | 52e       | serie 6: 8ste in 3.48,5                                                          |
| Jean-Aimé Randrianalijaona                                                                                               | 400m horden (m) | 30e       | serie 1: 8ste in 52,75                                                           |
| Jean-Louis Ravelomanantsoa Alfred Rabenja André Ralainasolo Henri Rafaralahy Augustin Miadana Jean-Aimé Randrianalijaona | 4x100m (m)      | 19e       | serie 2: 6de in 40,58                                                            |

### Judo
| Olympiër                      | Discipline | Resultaat | Prestatie                                                                               |
| ----------------------------- | ---------- | --------- | --------------------------------------------------------------------------------------- |
| Louis Rabetrano               | -63kg (m)  | 19e       | 1ste ronde: V van PHI Repuyan                                                           |
| Justin Andriamanantena        | -70kg (m)  | 9e        | 1ste ronde: W van YUG Skraba 2de ronde: V van GDR Hötger herkansingen: V van SUI Zinsli |
| Jean de Dieu Razafimahatratra | -80kg (m)  | 19e       | 1ste ronde: vrij 2de ronde: V van NED Poglajen                                          |
| Tommy Andrianatvoo            | +93kg (m)  | 16e       | 1ste ronde: V van FRG Glahn                                                             |

Afghanistan · Albanië · Algerije · Amerikaanse Maagdeneilanden · Argentinië · Australië · Bahama's · Barbados · België · Bermuda · Birma · Bolivia · Bondsrepubliek Duitsland · Brazilië · Brits-Honduras · Bulgarije · Canada · Ceylon · Chili · Colombia · Congo-Brazzaville · Costa Rica · Cuba · Dahomey · Denemarken · Dominicaanse Republiek · Duitse Democratische Republiek · Ecuador · Egypte · El Salvador · Ethiopië · Fiji · Filipijnen · Finland · Frankrijk · Gabon · Ghana · Griekenland · Groot-Brittannië · Guatemala · Guyana · Haïti · Hongarije · Hongkong · Ierland · IJsland · India · Indonesië · Iran · Israël · Italië · Ivoorkust · Jamaica · Japan · Joegoslavië · Kameroen · Kenia · Khmerrepubliek · Koeweit · Lesotho · Libanon · Liberia · Liechtenstein · Luxemburg · Madagaskar · Malawi · Maleisië · Mali · Malta · Marokko · Mexico · Monaco · Mongolië · Nederland · Nederlandse Antillen · Nepal · Nicaragua · Nieuw-Zeeland · Niger · Nigeria · Noord-Korea · Noorwegen · Oeganda · Oostenrijk · Opper-Volta · Pakistan · Panama · Paraguay · Peru · Polen · Portugal · Puerto Rico · Roemenië · San Marino · Saoedi-Arabië · Senegal · Singapore · Soedan · Somalië · Sovjet-Unie · Spanje · Suriname · Swaziland · Syrië · Taiwan · Tanzania · Thailand · Togo · Trinidad en Tobago · Tsjaad · Tsjecho-Slowakije · Tunesië · Turkije · Uruguay · Venezuela · Verenigde Staten · Vietnam · Zambia · Zuid-Korea · Zweden · Zwitserland